# Got Back Tour
Il Got Back Tour è il sedicesimo tour solista del musicista inglese Paul McCartney.
La scaletta per Got Back, come i precedenti tour solisti di McCartney, include una vasta collezione di canzoni dalle sue band storiche The Beatles e Wings, più le canzoni pubblicate da solista; la band che lo accompagna include Rusty Anderson alla chitarra, Brian Ray al basso, Paul 'Wix' Wickens alle tastiere e Abe Laboriel Jr. alla batteria, con supporto dal trio di ottoni Hot City Horns.
Il nome del Tour è un gioco di parole che si rifà alla canzone Get Back dei Beatles del 1969.

## Genesi e Sviluppo
A causa della pandemia di COVID-19, Paul McCartney fu costretto a cancellare la tappa europea del precedente Freshen Up Tour, che doveva includere un'esibizione finale al Festival di Glastonbury e diverse esibizioni in Italia. Durante la pandemia Paul ha registrato e pubblicato il suo diciottesimo album solista McCartney III uscito nel 2020, nel 2021 invece è uscita la serie documentario The Beatles: Get Back, diretto da Peter Jackson che mostra il making-of dell'album Let It Be ai tempi dei Beatles. Le date del tour furono annunciate il 18 febbraio 2022. Il tour doveva inizialmente contenere 14 tappe americane. Il 25 febbraio è stato annunciato un secondo concerto al Fenway Park di Boston tenutosi l'8 giugno, in aggiunta a quello del 7 giugno. L'11 marzo fu poi pianificato anche un secondo concerto alla Oakland Arena di Oakland.
In seguito alla conclusione della tappa americana, McCartney ha tenuto un concerto a Glastonbury avvenuto il 25 giugno, dalla durata di 160 minuti e con ospiti speciali come Dave Grohl e Bruce Springsteen.
(Paul McCartney, 2022)
Dopo la conclusione della tournée nel dicembre del 2024 e ben 59 concerti, McCartney ha annunciato una sua continuazione solo in Nordamerica pianificata per la fine del 2025, chiamata The Tour Continues.

## Panoramica Generale

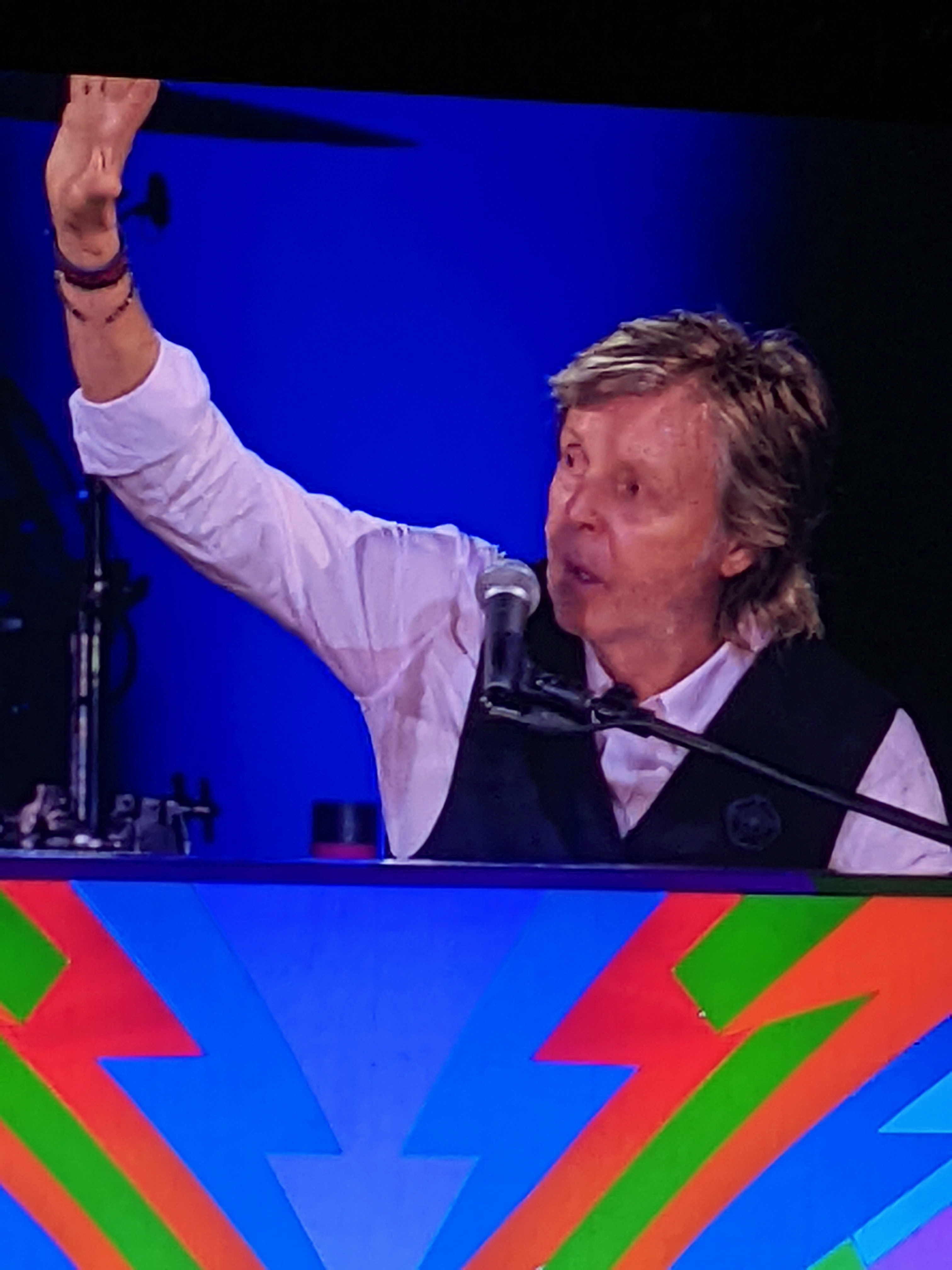
McCartney al suo pianoforte verticale al Camping World Stadium di Orlando, Florida

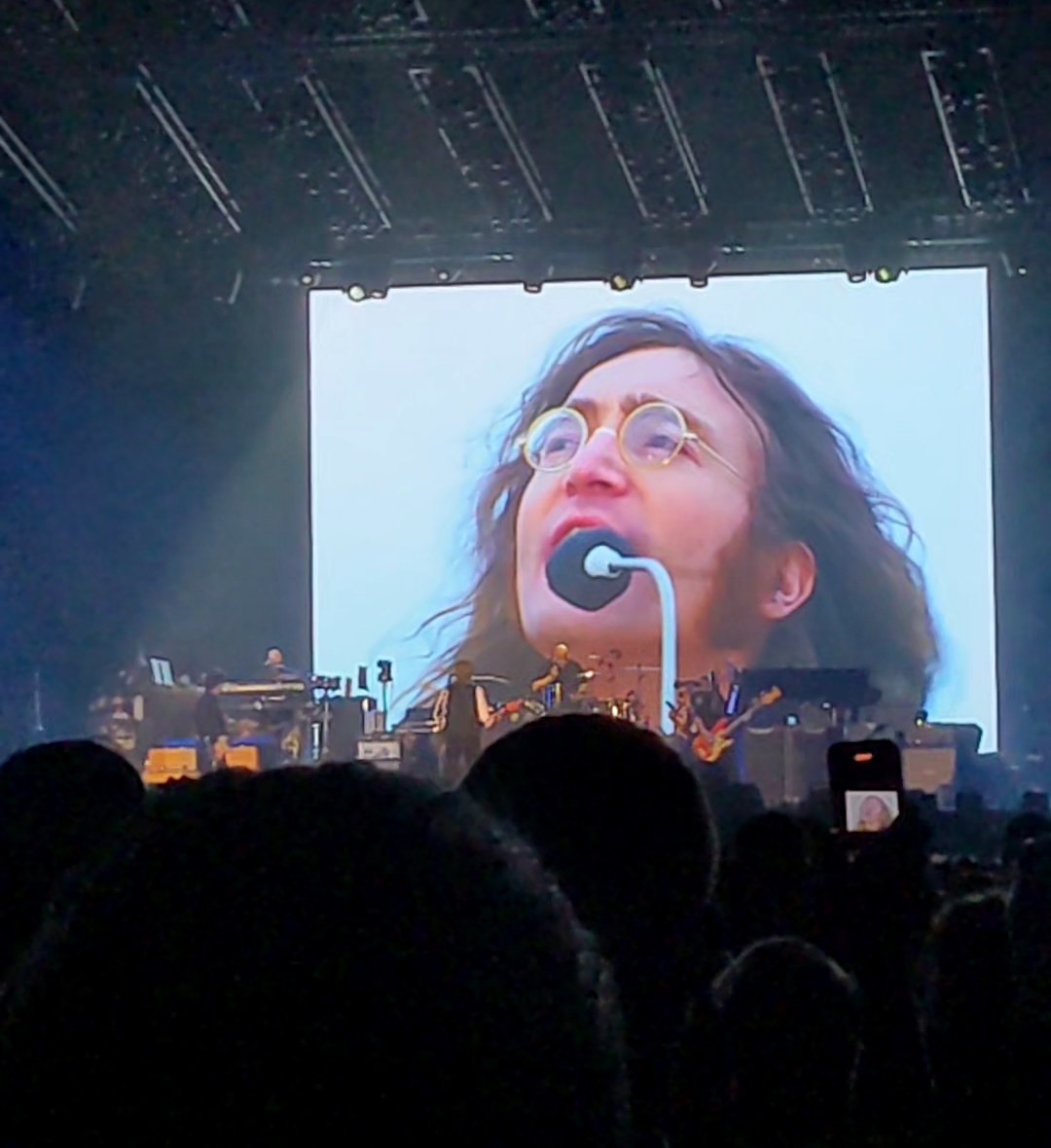
McCartney esegue "I've Got a Feeling" con un "duetto virtuale" con riprese di John Lennon

La scaletta contiene oltre 30 canzoni provenienti dal repertorio Beatles, Wings e solista, ogni concerto è intorno alle 2 ore e 40 minuti, i pre-show mostrano uno slide show di immagini di McCartney e i Beatles, finendo con un'animazione di McCartney con il suo basso Höfner.
La sesta canzone sulla scaletta è Let Me Roll It degli Wings che incorpora uno snippet di Foxy Lady come tributo a Jimi Hendrix. La nona canzone è My Valentine, accompagnata da un video di Natalie Portman e Johnny Depp che parlano usando la lingua dei segni. La sedicesima canzone è Blackbird dove McCartney suona la chitarra acustica e canta elevato a 6 metri di altezza davanti a un display LED, l'esibizione è seguita da quella di Here Today, che McCartney scrisse al collega John Lennon dopo il suo assassinio, la ventiduesima canzone è la Something di George Harrison dove McCartney suona l'ukulele datogli proprio da Harrison, la ventottesima canzone è Live and Let Die, accompagnata da pirotecnica, fiamme e fuochi d'artificio;  è diventata un meme su internet, dove venivano presi spezzoni dell'esibizione (questa e quella in Good Evening New York City) ma tagliati fuori dal contesto, per far sembrare che McCartney fosse letteralmente esploso.
Assente è la canzone Back in the U.S.S.R., sempre presente nei suoi concerti, rimossa a seguito dell'invasione russa del'ucraina del 2022.
Il segmento Encore di ogni tour è preceduto da una breve sfilata dove McCartney e i membri della band lasciano il palco e ognuno di loro torna con una bandiera diversa: la Union Jack, una bandiera del paese ospitante il concerto, una bandiera LGBT, una bandiera dello stato americano ospitante il concerto (in caso il concerto si svolgesse negli Stati Uniti) e la bandiera dell'Ucraina (soltanto nel 2022).
La parte Encore contiene le canzoni I've Got a Feeling, Birthday, Helter Skelter, Golden Slumbers, Carry That Weight e The End. I've Got a Feeling, essendo della firma Lennon-McCartney e inclusa nell'album Let It Be, è accompagnata da una sorta di duetto virtuale tra McCartney e Lennon, utilizzando filmati del Concerto sul Tetto (ultimo concerto dei Beatles) restaurati nella serie Get Back, il regista isolò la voce di Lennon trovando intrigante l'idea di Lennon che "canta" con McCartney e la sua band.
Durante l'ultima tappa Nord Americana, al MetLife Stadium di East Rutherford, New Jersey, McCartney fu raggiunto sul palco da Bruce Springsteen, che con lui si esibì in Glory Days e I Wanna Be Your Man, e Jon Bon Jovi che, durante la fase Encore, cantò Happy Birthday a McCartney provvisto di palloncini, dato che qualche giorno dopo compì 80 anni, alla fine i tre si esibirono insieme in The End.
Durante i concerti del 2024 viene accompagnato dalla band Los Hermanos Làser, inoltre fa il suo debutto Now and Then, accompagnata dal rispettivo videoclip. Durante l'ultimo concerto alla O2 Arena, McCartney ha fatto salire sul palco l'ex-compagno Ringo Starr e Ronnie Wood dei Rolling Stones, dove hanno suonato Sgt. Pepper's Lonely Hearts Club Band (Reprise) ed Helter Skelter. Nella folla del concerto erano presenti moltissime celebrità come Dua Lipa, Callum Turner, Ed Sheeran, Simon Pegg, Olivia Harrison, George Clooney e molte altre.

## Opinione Pubblica
Chris Willman di Variety, commentando il concerto ad Inglewood, California disse sulla struttura del concerto: "un'apertura intrigante basata sui rocker anni '70 [...] un tour parzialmente acustico, magico quanto Storytellers, sulla storia dei Beatles e la loro ascesa dalle retrovie dell'Atto 2, [...] e poi, lasciando che la terza ora siano medley di canzoni di compleanno, melismi ed Abbey Road. Quella struttura funziona senza dubbio, e quindi, come parte della formula vincente, c'è una band che è stata insieme per molti più anni dei Beatles stessi".
Thèoden Janes di The Charlotte Observer, lodò il concerto al Truist Field at Wake Forest di Winston-Salem, North Carolina, dicendo che la scaletta fosse "curata attentamente" ma suggerendo di "saltare il video di My Valentine" dicendo che "vogliamo pensare all'amore durante quella canzone, non a Depp e Heard"; criticò anche il traffico intorno allo stadio e la manutenzione della polizia.
Grant Albert del Miami New Times, recensendo il concerto all'Hard Rock Live ad Hollywood in Florida, scrisse che "McCartney non può più cantare note alte come un tempo, ma nonostante ciò, la sua discografia di oltre 60 anni, gli showman e l'influenza non hanno fermato oltre 7000 persone dal gradire l'esibizione" aggiungendo anche di come McCartney abbellisca il tutto con umore, visual, laser e una "genuina intenzione di organizzare un buon show".
In occasione del concerto al Fenway Park di Boston, Marc Hirsch del Boston Herald nota: "alcune piccole vulnerabilità date dall'età nella sua voce, ma che comunque mantiene la sua essenza", scrive anche che "poco prima degli 80 anni, era pronto per mettersi alla prova di suonare più di 30 canzoni in 2 ore e 40 minuti".

## Personale

### Paul McCartney Band
- Paul McCartney – voce solista, basso, chitarra acustica, pianoforte, chitarra elettrica, ukulele, mandolino, chitarra ritmica, cori
- Rusty Anderson – voce di supporto, chitarra elettrica, chitarra acustica
- Paul 'Wix' Wickens – voce di supporto, tastiere, chitarra elettrica, chitarra acustica, bongo, percussioni, armonica, fisarmonica
- Brian Ray – voce di supporto, chitarra elettrica, chitarra acustica, basso, sitar elettrico
- Abe Laboriel Jr. – voce di supporto, batterie, percussioni

### Hot City Horns (Brass Band)
- Mike Davis – tromba
- Kenji Fenton – sassofono
- Paul Burton – trombone

### Los Hermanos Làser
- Martìn Càceres – voce solista, basso
- Sebastiàn Càceres – voce di supporto, cori, chitarra elettrica
- Gastòn Solari – voce di supporto, cori, chitarra elettrica
- Flavio Galmarini – batterie, cori
- Esteban Lussich – pianoforte, cori
- Charly Servetto – voce di supporto, cori, chitarra ritmica

### Apparizioni/Ruoli di Supporto
- Dave Grohl – voce di supporto
- John Lennon (virtuale) – voce di supporto, chitarra ritmica
- Bruce Springsteen – voce solista e di supporto, chitarra ritmica
- Jon Bon Jovi – voce solista e di supporto
- Ringo Starr – batterie, voce di supporto
- Ronnie Wood – chitarra elettrica, basso

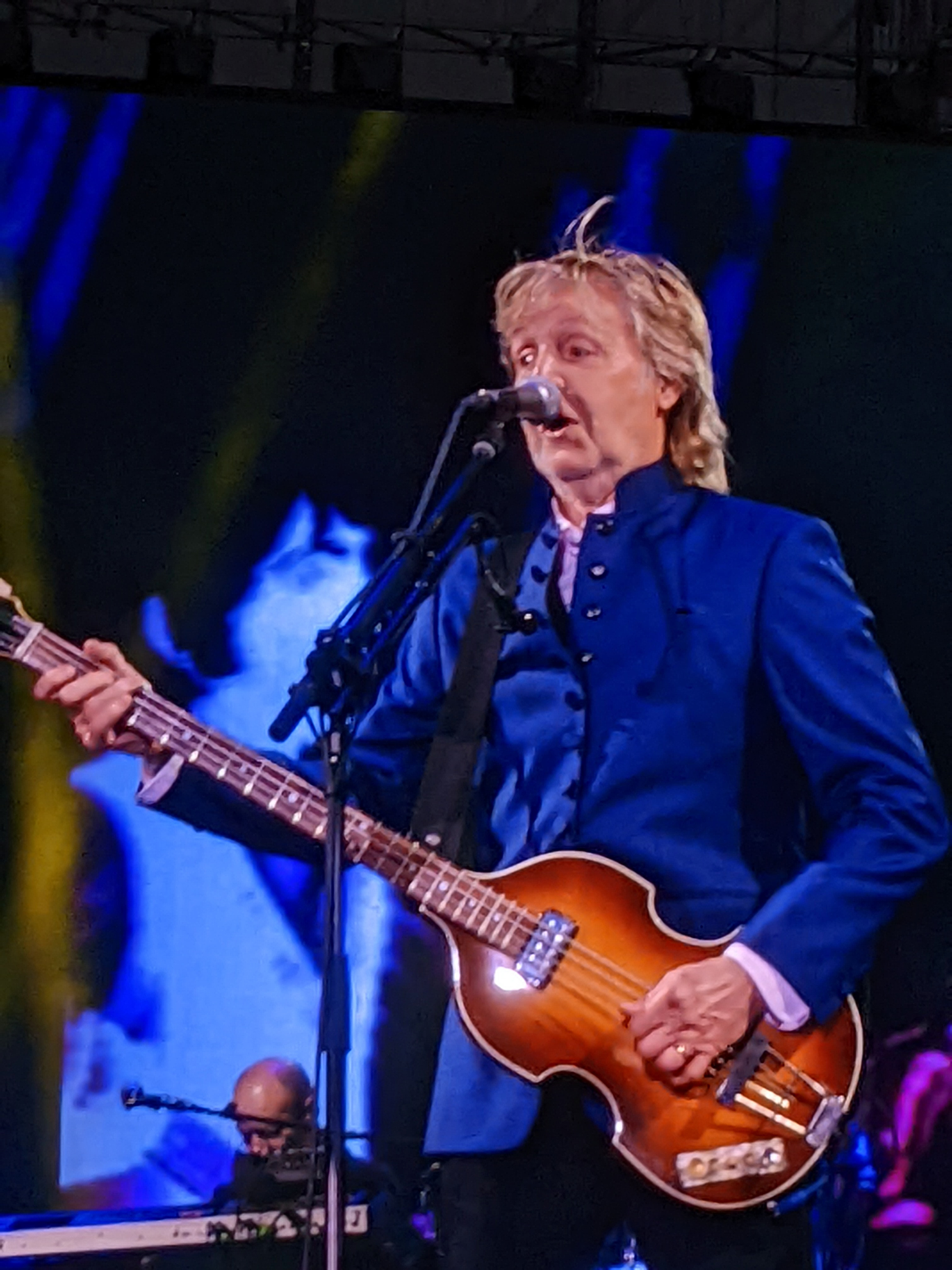
Paul McCartney
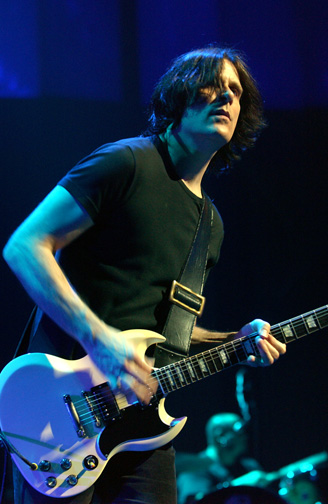
Rusty Anderson
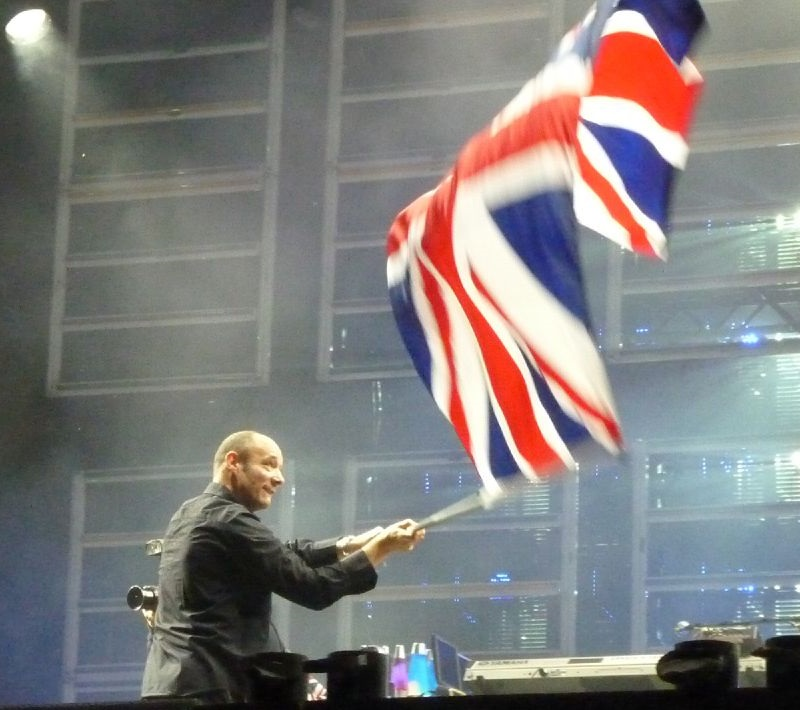
Paul 'Wix' Wickens
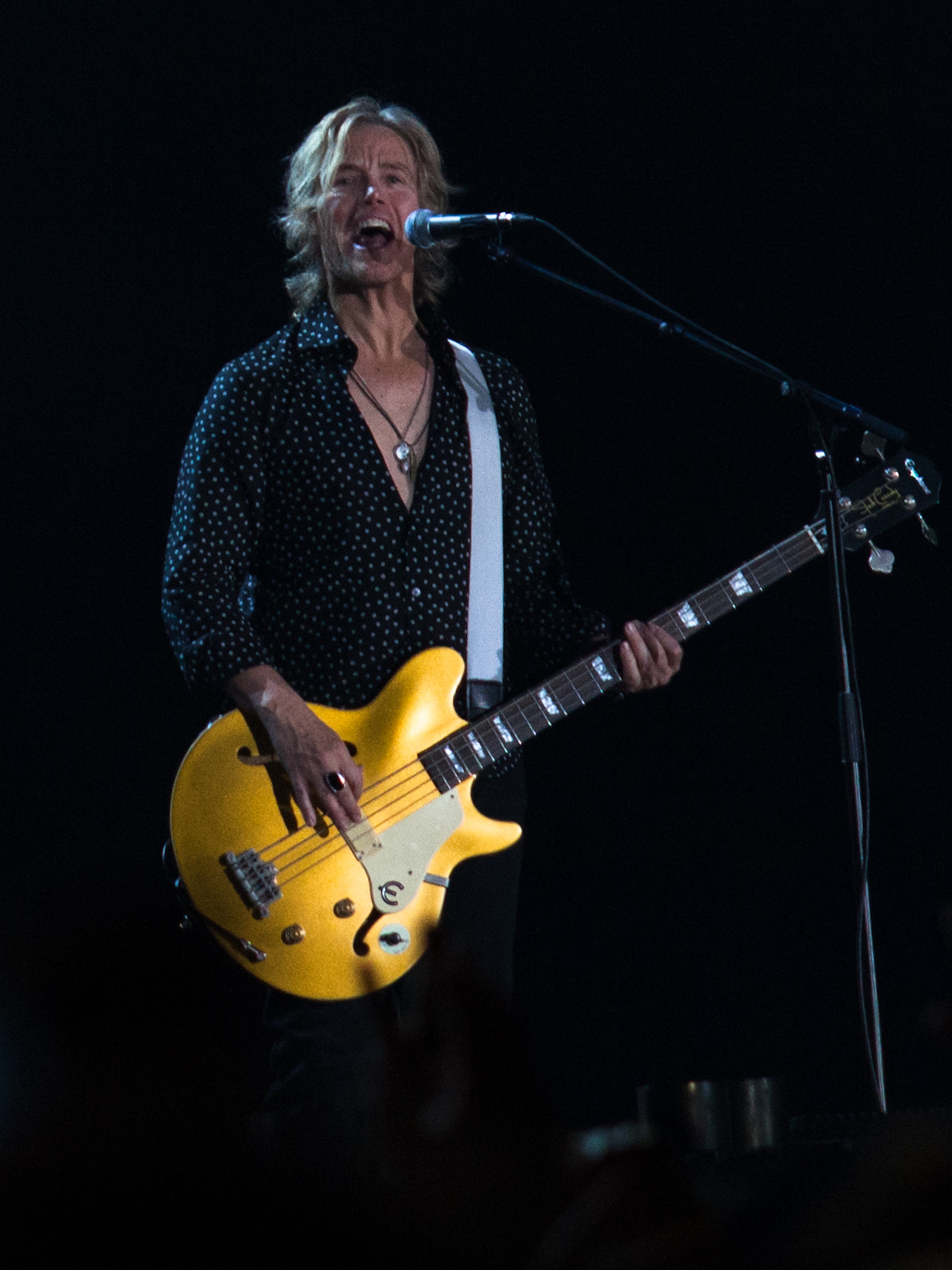
Brian Ray
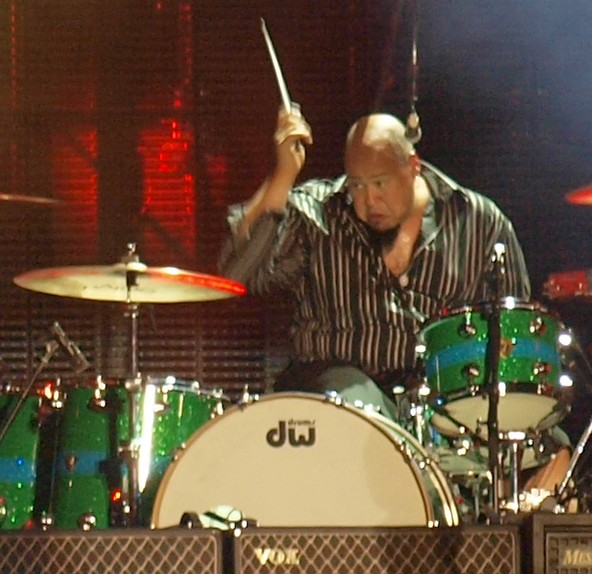
Abe Laboriel Jr.

## Scaletta

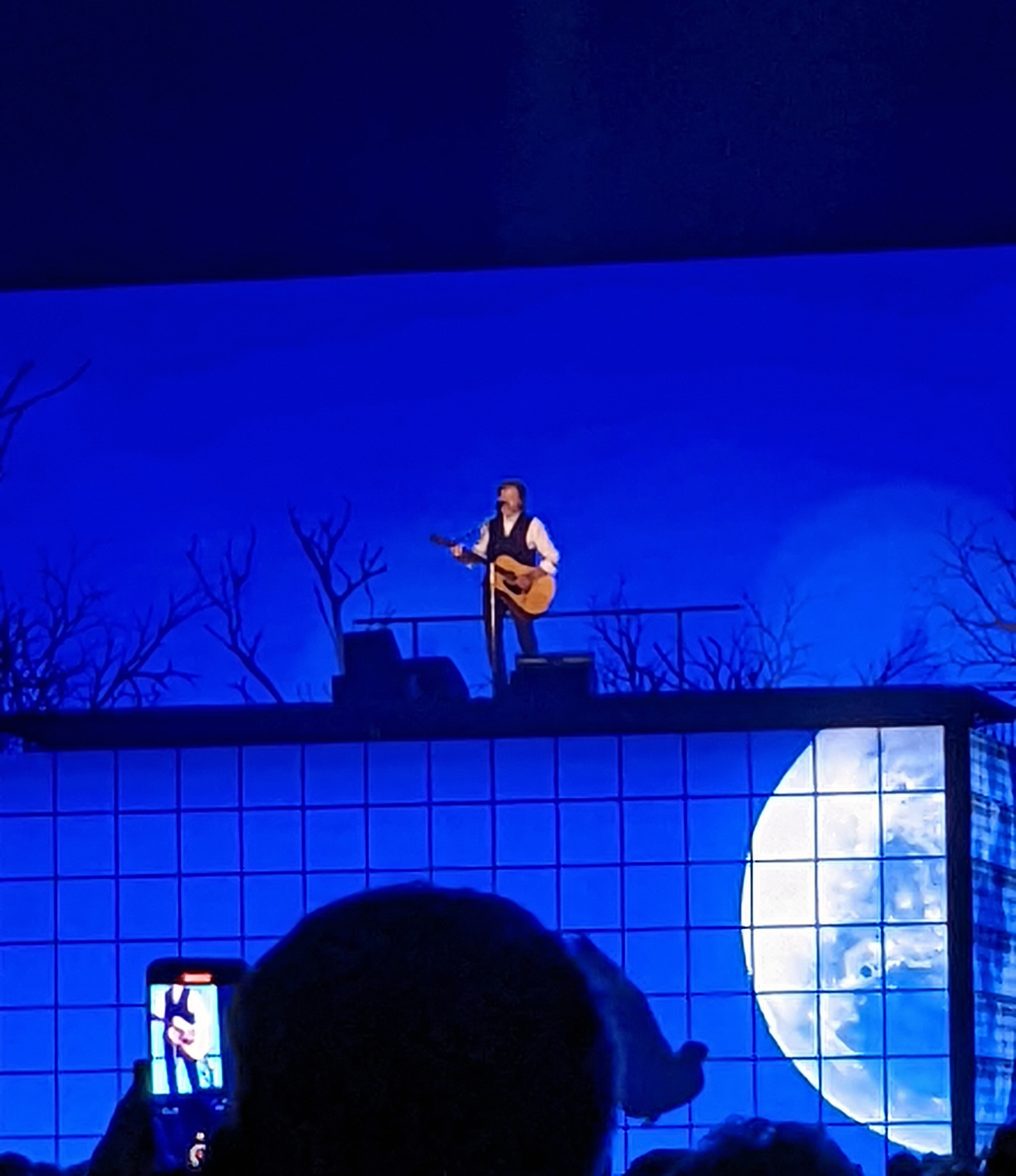
McCartney esegue "Blackbird" al Camping World Stadium di Orlando, Florida

### 2022
1. Can't Buy Me Love (Beatles)
2. Junior's Farm (solista)
3. Letting Go (Wings)
4. Got to Get You into My Life (Beatles)
5. Come On to Me (solista)
6. Let Me Roll It (Wings) (snippet Foxy Lady)
7. Getting Better (Beatles)
8. Let 'Em In (Wings) / Women and Wives (solista)
9. My Valentine (solista)
10. Nineteen Hundred and Eighty-Five (Wings)
11. Maybe I'm Amazed (solista)
12. I've Just Seen a Face / We Can Work It Out (Beatles)
13. In Spite of All the Danger (The Quarrymen)
14. Love Me Do (Beatles)
15. Dance Tonight (solista)
16. Blackbird (Beatles)
17. Here Today (solista)
18. New / Queenie Eye (solista)
19. Lady Madonna (Beatles)
20. Fuh You (solista)
21. Jet (Wings)
22. Being for the Benefit of Mr. Kite! (Beatles)
23. Something (Beatles)
24. Ob-La-Di, Ob-La-Da (Beatles)
25. You Never Give Me Your Money (Beatles)
26. She Came In Through the Bathroom Window (Beatles)
27. Get Back (Beatles)
28. Band on the Run (Wings)
29. Let It Be (Beatles)
30. Live and Let Die (Wings)
31. Hey Jude (Beatles)

Segmento Encore
1. I've Got a Feeling (Beatles)
2. Birthday (Beatles)
3. Helter Skelter (Beatles)
4. Golden Slumbers (Beatles)
5. Carry That Weight (Beatles)
6. The End (Beatles)

### 2023
1. Can't Buy Me Love / A Hard Day's Night (Beatles)
2. Junior's Farm (solista)
3. Letting Go (Wings)
4. She's A Woman / Drive My Car (Beatles)
5. Got to Get You into My Life (Beatles)
6. Come On to Me / Coming Up (solista)
7. Let Me Roll It (Wings) (snippet Foxy Lady)
8. Getting Better (Beatles)
9. Let 'Em In (Wings)
10. My Valentine (solista)
11. Nineteen Hundred and Eighty-Five (Wings)
12. Maybe I'm Amazed (solista)
13. I've Just Seen a Face (Beatles)
14. In Spite of All the Danger (The Quarrymen)
15. Love Me Do (Beatles)
16. Dance Tonight (solista)
17. Blackbird (Beatles)
18. Here Today (solista)
19. New / Queenie Eye (solista)
20. Lady Madonna (Beatles)
21. Fuh You (solista)
22. You Never Give Me Your Money (Beatles)
23. She Came In Through the Bathroom Window (Beatles)
24. Jet (Wings)
25. Being for the Benefit of Mr. Kite! (Beatles)
26. Something (Beatles)
27. Ob-La-Di, Ob-La-Da (Beatles)
28. Band on the Run (Wings)
29. Get Back (Beatles)
30. Let It Be (Beatles)
31. Live and Let Die (Wings)
32. Hey Jude (Beatles)

Segmento Encore
1. I've Got a Feeling (Beatles)
2. Birthday / I Saw Her Standing There / Day Tripper (Beatles)
3. Sgt. Pepper's Lonely Hearts Club Band (Reprise) (Beatles)
4. Helter Skelter (Beatles)
5. Golden Slumbers (Beatles)
6. Carry That Weight (Beatles)
7. The End (Beatles)

### 2024
1. Can't Buy Me Love / A Hard Day's Night (Beatles)
2. Junior's Farm (solista)
3. Letting Go (Wings)
4. She's A Woman / Drive My Car (Beatles)
5. Got to Get You into My Life (Beatles)
6. Come On to Me (solista)
7. Let Me Roll It (Wings) (snippet Foxy Lady)
8. Getting Better (Beatles)
9. Let 'Em In (Wings)
10. My Valentine (solista)
11. Nineteen Hundred and Eighty-Five (Wings)
12. Maybe I'm Amazed (solista)
13. I've Just Seen a Face (Beatles)
14. In Spite of All the Danger (The Quarrymen)
15. Love Me Do (Beatles)
16. Dance Tonight (solista)
17. Blackbird (Beatles)
18. Here Today (solista)
19. Now and Then (Beatles)
20. New (solista)
21. Lady Madonna (Beatles)
22. Jet (Wings)
23. Being for the Benefit of Mr. Kite! (Beatles)
24. Something (Beatles)
25. Ob-La.Di, Ob-La-Da (Beatles)
26. Band on the Run (Wings)
27. Get Back (Beatles)
28. Let It Be (Beatles)
29. Leave and Let Die (Wings)
30. Hey Jude (Beatles)

Segmento Encore
1. I've Got a Feeling (Beatles)
2. Birthday (Beatles) / Hi, Hi, Hi (solista)
3. Sgt. Pepper's Lonely Hearts Club Band (Reprise) (Beatles)
4. Helter Skelter (Beatles)
5. Golden Slumbers (Beatles)
6. Carry That Weight (Beatles)
7. The End (Beatles)

## Concerti del 2022
| Data           | Città           | Paese       | Luogo                       |
| -------------- | --------------- | ----------- | --------------------------- |
| 28 Aprile 2022 | Spokane         | Stati Uniti | Spokane Arena               |
| 2 Maggio 2022  | Seattle         | Stati Uniti | Climate Pledge Arena        |
| 3 Maggio 2022  | Seattle         | Stati Uniti | Climate Pledge Arena        |
| 6 Maggio 2022  | Oakland         | Stati Uniti | Oakland Arena               |
| 8 Maggio 2022  | Oakland         | Stati Uniti | Oakland Arena               |
| 13 Maggio 2022 | Inglewood       | Stati Uniti | SoFi Stadium                |
| 17 Maggio 2022 | Fort Worth      | Stati Uniti | Dickies Arena               |
| 21 Maggio 2022 | Winston-Salem   | Stati Uniti | Truist Field at Wake Forest |
| 25 Maggio 2022 | Hollywood       | Stati Uniti | Hard Rock Live              |
| 28 Maggio 2022 | Orlando         | Stati Uniti | Camping World Stadium       |
| 31 Maggio 2022 | Knoxville       | Stati Uniti | Thompson–Boling Arena       |
| 4 Giugno 2022  | Siracusa        | Stati Uniti | JMA Wireless Dome           |
| 7 Giugno 2022  | Boston          | Stati Uniti | Fenway Park                 |
| 8 Giugno 2022  | Boston          | Stati Uniti | Fenway Park                 |
| 12 Giugno 2022 | Baltimore       | Stati Uniti | Oriole Park at Camden Yards |
| 16 Giugno 2022 | East Rutherford | Stati Uniti | MetLife Stadium             |
| 24 Giugno 2022 | Frome           | Inghilterra | Cheese & Grain              |
| 25 Giugno 2022 | Pilton          | Inghilterra | Worthy Farm                 |

## Concerti del 2023
| Data             | Città             | Paese     | Luogo                         |
| ---------------- | ----------------- | --------- | ----------------------------- |
| 18 Ottobre 2023  | Adelaide          | Australia | Adelaide Entertainment Centre |
| 21 Ottobre 2023  | Melbourne         | Australia | Marvel Stadium                |
| 24 Ottobre 2023  | Newcastle         | Australia | McDonald Jones Stadium        |
| 27 Ottobre 2023  | Sydney            | Australia | Allianz Stadium               |
| 28 Ottobre 2023  | Sydney            | Australia | Allianz Stadium               |
| 1º Novembre 2023 | Brisbane          | Australia | Suncorp Stadium               |
| 4 Novembre 2023  | Gold Coast        | Australia | Heritage Bank Stadium         |
| 14 Novembre 2023 | Città del Messico | Messico   | Foro Sol                      |
| 16 Novembre 2023 | Città del Messico | Messico   | Foro Sol                      |
| 28 Novembre 2023 | Brasilia          | Brasile   | Clube do Choro                |
| 30 Novembre 2023 | Brasilia          | Brasile   | Arena BRB Mané Garrincha      |
| 3 Dicembre 2023  | Belo Horizonte    | Brasile   | Arena MRV                     |
| 4 Dicembre 2023  | Belo Horizonte    | Brasile   | Arena MRV                     |
| 7 Dicembre 2023  | San Paolo         | Brasile   | Allianz Parque                |
| 9 Dicembre 2023  | San Paolo         | Brasile   | Allianz Parque                |
| 10 Dicembre 2023 | San Paolo         | Brasile   | Allianz Parque                |
| 13 Dicembre 2023 | Curitiba          | Brasile   | Estádio Couto Pereira         |
| 16 Dicembre 2023 | Rio de Janeiro    | Brasile   | Maracanã Stadium              |

## Concerti del 2024
| Data             | Città             | Paese       | Paese                        |
| ---------------- | ----------------- | ----------- | ---------------------------- |
| 1º Ottobre 2024  | Montevideo        | Uruguay     | Estadio Centenario           |
| 5 Ottobre 2024   | Buenos Aires      | Argentina   | River Plate Stadium          |
| 6 Ottobre 2024   | Buenos Aires      | Argentina   | River Plate Stadium          |
| 11 Ottobre 2024  | Santiago del Cile | Cile        | Estadio Monumental           |
| 15 Ottobre 2024  | San Paolo         | Brasile     | Allianz Parque               |
| 16 Ottobre 2024  | San Paolo         | Brasile     | Allianz Parque               |
| 19 Ottobre 2024  | Florianópolis     | Brasile     | Estádio da Ressacada         |
| 23 Ottobre 2024  | Córdoba           | Argentina   | Estadio Mario Alberto Kempes |
| 27 Ottobre 2024  | Lima              | Perù        | Estadio Nacional             |
| 1º Novembre 2024 | Bogotá            | Colombia    | Estadio El Campín            |
| 5 Novembre 2024  | San José          | Costa Rica  | Estadio Nacional             |
| 8 Novembre 2024  | Guadalupe         | Messico     | Estadio BBVA                 |
| 12 Novembre 2024 | Città del Messico | Messico     | Estadio GNP Seguros          |
| 14 Novembre 2024 | Città del Messico | Messico     | Estadio GNP Seguros          |
| 17 Novembre 2024 | Città del Messico | Messico     | Autódromo Hermanos Rodríguez |
| 4 Dicembre 2024  | Parigi            | Francia     | La Défense Arena             |
| 5 Dicembre 2024  | Parigi            | Francia     | La Défense Arena             |
| 9 Dicembre 2024  | Madrid            | Spagna      | WiZink Center                |
| 10 Dicembre 2024 | Madrid            | Spagna      | WiZink Center                |
| 14 Dicembre 2024 | Manchester        | Inghilterra | Co-op Live                   |
| 15 Dicembre 2024 | Manchester        | Inghilterra | Co-op Live                   |
| 18 Dicembre 2024 | Londra            | Inghilterra | The O2 Arena                 |
| 19 Dicembre 2024 | Londra            | Inghilterra | The O2 Arena                 |

## Concerti del 2025
| Data              | Città       | Paese       | Luogo                |
| ----------------- | ----------- | ----------- | -------------------- |
| 29 settembre 2025 | Palm Desert | Stati Uniti | Acrisure Arena       |
| 4 ottobre 2025    | Paradise    | Stati Uniti | Allegiant Stadium    |
| 7 ottobre 2025    | Albuquerque | Stati Uniti | Isleta Amphitheater  |
| 11 ottobre 2025   | Denver      | Stati Uniti | Coors Field          |
| 14 ottobre 2025   | Des Moines  | Stati Uniti | Wells Fargo Arena    |
| 17 ottobre 2025   | Minneapolis | Stati Uniti | U.S. Bank Stadium    |
| 22 ottobre 2025   | Tulsa       | Stati Uniti | BOK Center           |
| 29 ottobre 2025   | New Orleans | Stati Uniti | Smoothie King Center |
| 2 novembre 2025   | Atalanta    | Stati Uniti | State Farm Arena     |
| 3 novembre 2025   | Atalanta    | Stati Uniti | State Farm Arena     |
| 6 novembre 2025   | Nashville   | Stati Uniti | The Pinnacle         |
| 8 novembre 2025   | Columbus    | Stati Uniti | Nationwide Arena     |
| 11 novembre 2025  | Pittsburgh  | Stati Uniti | PPG Paints Arena     |
| 14 novembre 2025  | Buffalo     | Stati Uniti | KeyBank Center       |
| 17 novembre 2025  | Montréal    | Canada      | Centre Bell          |
| 18 novembre 2025  | Montréal    | Canada      | Centre Bell          |
| 21 novembre 2025  | Hamilton    | Canada      | TD Coliseum          |
| 24 novembre 2025  | Chicago     | Stati Uniti | United Center        |
| 25 novembre 2025  | Chicago     | Stati Uniti | United Center        |